# Henri Dubois (évêque)
Pour les articles homonymes, voir Henri Dubois et Dubois.
Henri Dubois est un évêque français, actif à Dol au XIVe siècle et mort vraisemblablement en juin 1348.

## Biographie
C'est un proche du duc Jean III de Bretagne dont il est le chancelier ce qui lui permet d'obtenir de Jean XXII, une expectative  pour un canonicat à Dol en février 1317. En 1340, alors archidiacre de Dol, il est élu évêque. Il n'était encore que diacre, et son élection, quoique faite avec unanimité, fut rejetée à Tours: mais le pape écrivit à l'archevêque, et le pria de ratifier ce qui avait été fait. L'archevêque obéit. Henri traita au mois de février 1348 avec Guillaume de Monferrand, pour les dîmes de la Ville Artur[Quoi ?]. L'année de sa mort vraisemblablement 1348 n'est pas connue avec certitude; le jour en est marqué au mois de juin dans le nécrologe de l'abbaye de Saint-Méen.